# Eaglesham
Eaglesham ist ein Ort in der Council Area East Renfrewshire im Westen von Schottland in Großbritannien, etwa 500 Kilometer nordwestlich der Hauptstadt London. Eaglesham hatte 2011 etwa 3.127 Einwohner.
Sehenswürdigkeiten des Ortes sind die beiden Kirchen Parish Church und St Bridget's Church sowie die Polnoon Lodge, eine Jagdlodge von Alexander Montgomerie, 9. Earl of Eglinton.

## Söhne und Töchter des Ortes
- John Dick (1877–1932), Fußballspieler und -trainer
- Chas McDevitt (* 1934), Musiker, Vertreter des Skiffle